# Roca (Nebraska)
Roca je selo u američkoj saveznoj državi Nebraska. Prema popisu stanovništva iz 2010. u njemu je živjelo 220 stanovnika.